# Industry Classification Benchmark
O Industry Classification Benchmark (ICB) é um sistema de classificação das actividades industriais que foi criado pela Dow Jones e pelo grupo FTSE em 2005 e é actualmente detido unicamente pelo FTSE International. É utilizado para segmentar os mercados em sectores, no contexto macroeconómico. O ICB utiliza um sistema de 10 indústrias, dividido em 19 supersectores, que por sua vez se dividem em 41 sectores e 114 subsectores.
| Indústria                 | Supersector                              | Sector                                                     | Subsector                                                                   |
| ------------------------- | ---------------------------------------- | ---------------------------------------------------------- | --------------------------------------------------------------------------- |
| 0001 Petróleo e gás       | 0500 Petróleo e gás                      | 0530 Produção de Petróleo e Gás                            | 0533 Exploração & produção                                                  |
| 0001 Petróleo e gás       | 0500 Petróleo e gás                      | 0530 Produção de Petróleo e Gás                            | 0537 Petróleo e gás integrado                                               |
| 0001 Petróleo e gás       | 0500 Petróleo e gás                      | 0570 Petróleo: equipamento, serviços e distribuição        | 0573 Petróleo: equipamento e serviços                                       |
| 0001 Petróleo e gás       | 0500 Petróleo e gás                      | 0570 Petróleo: equipamento, serviços e distribuição        | 0577 Oleodutos                                                              |
| 0001 Petróleo e gás       | 0500 Petróleo e gás                      | 0580 Energia alternativa                                   | 0583 Equipamentos de energias renováveis                                    |
| 0001 Petróleo e gás       | 0500 Petróleo e gás                      | 0580 Energia alternativa                                   | 0587 Combustíveis alternativos                                              |
| 1000 Matérias básicas     | 1300 Produtos químicos                   | 1350 Produtos químicos                                     | 1353 Produtos químicos básicos                                              |
| 1000 Matérias básicas     | 1300 Produtos químicos                   | 1350 Produtos químicos                                     | 1357 Produtos químicos especializados                                       |
| 1000 Matérias básicas     | 1700 Recursos básicos                    | 1730 Silvicultura e papel                                  | 1733 Silvicultura                                                           |
| 1000 Matérias básicas     | 1700 Recursos básicos                    | 1730 Silvicultura e papel                                  | 1737 Papel                                                                  |
| 1000 Matérias básicas     | 1700 Recursos básicos                    | 1750 Metais industriais e mineração                        | 1753 Alumínio                                                               |
| 1000 Matérias básicas     | 1700 Recursos básicos                    | 1750 Metais industriais e mineração                        | 1755 Metais não ferroso                                                     |
| 1000 Matérias básicas     | 1700 Recursos básicos                    | 1750 Metais industriais e mineração                        | 1757 Ferro e aço                                                            |
| 1000 Matérias básicas     | 1700 Recursos básicos                    | 1770 Mineração                                             | 1771 Carvão                                                                 |
| 1000 Matérias básicas     | 1700 Recursos básicos                    | 1770 Mineração                                             | 1773 Diamantes e pedras preciosas                                           |
| 1000 Matérias básicas     | 1700 Recursos básicos                    | 1770 Mineração                                             | 1775 Mineração geral                                                        |
| 1000 Matérias básicas     | 1700 Recursos básicos                    | 1770 Mineração                                             | 1777 Mineração de ouro                                                      |
| 1000 Matérias básicas     | 1700 Recursos básicos                    | 1770 Mineração                                             | 1779 Platina e metais preciosos                                             |
| 2000 Produtos industriais | 2300 Construção e materiais              | 2350 Construção e materiais                                | 2353 Materiais de construção e instalações fixas                            |
| 2000 Produtos industriais | 2300 Construção e materiais              | 2350 Construção e materiais                                | 2357 Construção pesada                                                      |
| 2000 Produtos industriais | 2700 Bens e serviços industriais         | 2710 Aeroespacial e defesa                                 | 2713 Aeroespacial                                                           |
| 2000 Produtos industriais | 2700 Bens e serviços industriais         | 2710 Aeroespacial e defesa                                 | 2717 Defesa                                                                 |
| 2000 Produtos industriais | 2700 Bens e serviços industriais         | 2720 Produtos industriais gerais                           | 2723 Recipientes e embalagens                                               |
| 2000 Produtos industriais | 2700 Bens e serviços industriais         | 2720 Produtos industriais gerais                           | 2727 Indústrias diversificadas                                              |
| 2000 Produtos industriais | 2700 Bens e serviços industriais         | 2730 Equipamento eléctrico e electrónico                   | 2733 Componentes e equipamentos eléctricos                                  |
| 2000 Produtos industriais | 2700 Bens e serviços industriais         | 2730 Equipamento eléctrico e electrónico                   | 2737 Equipamento electrónico                                                |
| 2000 Produtos industriais | 2700 Bens e serviços industriais         | 2750 Engenharia industrial                                 | 2753 Camiões e veículos comerciais                                          |
| 2000 Produtos industriais | 2700 Bens e serviços industriais         | 2750 Engenharia industrial                                 | 2757 Maquinaria industrial                                                  |
| 2000 Produtos industriais | 2700 Bens e serviços industriais         | 2770 Transporte industrial                                 | 2771 Serviços de entrega                                                    |
| 2000 Produtos industriais | 2700 Bens e serviços industriais         | 2770 Transporte industrial                                 | 2773 Transporte marítimo                                                    |
| 2000 Produtos industriais | 2700 Bens e serviços industriais         | 2770 Transporte industrial                                 | 2775 Caminhos-de-ferro                                                      |
| 2000 Produtos industriais | 2700 Bens e serviços industriais         | 2770 Transporte industrial                                 | 2777 Serviços de transporte                                                 |
| 2000 Produtos industriais | 2700 Bens e serviços industriais         | 2770 Transporte industrial                                 | 2779 Transporte por camião                                                  |
| 2000 Produtos industriais | 2700 Bens e serviços industriais         | 2790 Serviços de apoio                                     | 2791 Serviços de apoio a empresa                                            |
| 2000 Produtos industriais | 2700 Bens e serviços industriais         | 2790 Serviços de apoio                                     | 2793 Agências de formação empresarial e emprego                             |
| 2000 Produtos industriais | 2700 Bens e serviços industriais         | 2790 Serviços de apoio                                     | 2795 Administração financeira                                               |
| 2000 Produtos industriais | 2700 Bens e serviços industriais         | 2790 Serviços de apoio                                     | 2797 Fornecedores industriais                                               |
| 2000 Produtos industriais | 2700 Bens e serviços industriais         | 2790 Serviços de apoio                                     | 2799 Serviços de eliminação de resíduos                                     |
| 3000 Bens de consumo      | 3300 Automóveis e componentes            | 3350 Automóveis e componentes                              | 3353 Automóveis                                                             |
| 3000 Bens de consumo      | 3300 Automóveis e componentes            | 3350 Automóveis e componentes                              | 3355 Componentes                                                            |
| 3000 Bens de consumo      | 3300 Automóveis e componentes            | 3350 Automóveis e componentes                              | 3357 Pneus                                                                  |
| 3000 Bens de consumo      | 3500 Alimentação e bebidas               | 3530 Bebidas                                               | 3533 Cervejeiras                                                            |
| 3000 Bens de consumo      | 3500 Alimentação e bebidas               | 3530 Bebidas                                               | 3535 Destilarias e vinicultores                                             |
| 3000 Bens de consumo      | 3500 Alimentação e bebidas               | 3530 Bebidas                                               | 3537 Bebidas não alcoólicas                                                 |
| 3000 Bens de consumo      | 3500 Alimentação e bebidas               | 3570 Produtores de alimentos                               | 3573 Agricultura, pecuária e pescas                                         |
| 3000 Bens de consumo      | 3500 Alimentação e bebidas               | 3570 Produtores de alimentos                               | 3577 Produção de alimentos                                                  |
| 3000 Bens de consumo      | 3700 Produtos de uso pessoal e doméstico | 3720 Produtos de uso doméstico e de construção de vivendas | 3722 Produtos de uso doméstico duráveis                                     |
| 3000 Bens de consumo      | 3700 Produtos de uso pessoal e doméstico | 3720 Produtos de uso doméstico e de construção de vivendas | 3724 Produtos de uso doméstico não duráveis                                 |
| 3000 Bens de consumo      | 3700 Produtos de uso pessoal e doméstico | 3720 Produtos de uso doméstico e de construção de vivendas | 3726 Mobiliário                                                             |
| 3000 Bens de consumo      | 3700 Produtos de uso pessoal e doméstico | 3720 Produtos de uso doméstico e de construção de vivendas | 3728 Construção de vivendas                                                 |
| 3000 Bens de consumo      | 3700 Produtos de uso pessoal e doméstico | 3740 Bens de lazer                                         | 3743 Electrónica de consumo                                                 |
| 3000 Bens de consumo      | 3700 Produtos de uso pessoal e doméstico | 3740 Bens de lazer                                         | 3745 Produtos recreativos                                                   |
| 3000 Bens de consumo      | 3700 Produtos de uso pessoal e doméstico | 3740 Bens de lazer                                         | 3747 Brinquedos                                                             |
| 3000 Bens de consumo      | 3700 Produtos de uso pessoal e doméstico | 3760 Bens de uso pessoal                                   | 3763 Vestuário e acessórios                                                 |
| 3000 Bens de consumo      | 3700 Produtos de uso pessoal e doméstico | 3760 Bens de uso pessoal                                   | 3765 Calçado                                                                |
| 3000 Bens de consumo      | 3700 Produtos de uso pessoal e doméstico | 3760 Bens de uso pessoal                                   | 3767 Produtos de uso pessoal                                                |
| 3000 Bens de consumo      | 3700 Produtos de uso pessoal e doméstico | 3780 Tabaco                                                | 3785 Tabaco                                                                 |
| 4000 Cuidados de saúde    | 4500 Cuidados de saúde                   | 4530 Serviços e equipamentos de cuidados de saúde          | 4533 Health Care Providers                                                  |
| 4000 Cuidados de saúde    | 4500 Cuidados de saúde                   | 4530 Serviços e equipamentos de cuidados de saúde          | 4535 Equipmentos médicos                                                    |
| 4000 Cuidados de saúde    | 4500 Cuidados de saúde                   | 4530 Serviços e equipamentos de cuidados de saúde          | 4537 Consumíveis médicos                                                    |
| 4000 Cuidados de saúde    | 4500 Cuidados de saúde                   | 4570 Farmacêuticas e biotecnologia                         | 4573 Biotecnologia                                                          |
| 4000 Cuidados de saúde    | 4500 Cuidados de saúde                   | 4570 Farmacêuticas e biotecnologia                         | 4577 Farmacêuticas                                                          |
| 5000 Serviços de consumo  | 5300 Retalho                             | 5330 Retalho alimentar e de medicamentos                   | 5333 Retalhistas de medicamentos                                            |
| 5000 Serviços de consumo  | 5300 Retalho                             | 5330 Retalho alimentar e de medicamentos                   | 5337 Retalhistas e grossistas de alimentos                                  |
| 5000 Serviços de consumo  | 5300 Retalho                             | 5370 Retalho geral                                         | 5371 Retalhistas de vestuário                                               |
| 5000 Serviços de consumo  | 5300 Retalho                             | 5370 Retalho geral                                         | 5373 Retalhistas diversificados                                             |
| 5000 Serviços de consumo  | 5300 Retalho                             | 5370 Retalho geral                                         | 5375 Retalhistas de materiais para habitação                                |
| 5000 Serviços de consumo  | 5300 Retalho                             | 5370 Retalho geral                                         | 5377 Serviços especializados ao consumidor                                  |
| 5000 Serviços de consumo  | 5300 Retalho                             | 5370 Retalho geral                                         | 5379 Retalhistas especializados                                             |
| 5000 Serviços de consumo  | 5500 Media                               | 5550 Media                                                 | 5553 Programação e entretenimento                                           |
| 5000 Serviços de consumo  | 5500 Media                               | 5550 Media                                                 | 5555 Agências de meios                                                      |
| 5000 Serviços de consumo  | 5500 Media                               | 5550 Media                                                 | 5557 Editores                                                               |
| 5000 Serviços de consumo  | 5700 Viagens e lazer                     | 5750 Viagens e lazer                                       | 5751 Companhias aéreas                                                      |
| 5000 Serviços de consumo  | 5700 Viagens e lazer                     | 5750 Viagens e lazer                                       | 5752 Jogos de azar                                                          |
| 5000 Serviços de consumo  | 5700 Viagens e lazer                     | 5750 Viagens e lazer                                       | 5753 Hotelaria                                                              |
| 5000 Serviços de consumo  | 5700 Viagens e lazer                     | 5750 Viagens e lazer                                       | 5755 Serviços recreativos                                                   |
| 5000 Serviços de consumo  | 5700 Viagens e lazer                     | 5750 Viagens e lazer                                       | 5757 Restaurantes e bares                                                   |
| 5000 Serviços de consumo  | 5700 Viagens e lazer                     | 5750 Viagens e lazer                                       | 5759 Viagens e turismo                                                      |
| 6000 Telecomunicações     | 6500 Telecomunicações                    | 6530 Telecomunicações de linha fixa                        | 6535 Telecomunicações de linha fixa                                         |
| 6000 Telecomunicações     | 6500 Telecomunicações                    | 6570 Telecomunicações móveis                               | 6575 Telecomunicações móveis                                                |
| 7000 Serviços públicos    | 7500 Serviços públicos                   | 7530 Electricidade                                         | 7535 Electricidade convencional                                             |
| 7000 Serviços públicos    | 7500 Serviços públicos                   | 7530 Electricidade                                         | 7537 Electricidade alternativa                                              |
| 7000 Serviços públicos    | 7500 Serviços públicos                   | 7570 Gas, água e serviços múltiplos                        | 7573 Distribuição de gás                                                    |
| 7000 Serviços públicos    | 7500 Serviços públicos                   | 7570 Gas, água e serviços múltiplos                        | 7575 Multisserviços                                                         |
| 7000 Serviços públicos    | 7500 Serviços públicos                   | 7570 Gas, água e serviços múltiplos                        | 7577 Água                                                                   |
| 8000 Serviços financeiros | 8300 Bancos                              | 8350 Bancos                                                | 8355 Bancos                                                                 |
| 8000 Serviços financeiros | 8500 Seguros                             | 8530 Seguros de não vida                                   | 8532 Seguros diversificados                                                 |
| 8000 Serviços financeiros | 8500 Seguros                             | 8530 Seguros de não vida                                   | 8534 Agentes de seguros                                                     |
| 8000 Serviços financeiros | 8500 Seguros                             | 8530 Seguros de não vida                                   | 8536 Seguros de propriedade e contra terceiros                              |
| 8000 Serviços financeiros | 8500 Seguros                             | 8530 Seguros de não vida                                   | 8538 Resseguros                                                             |
| 8000 Serviços financeiros | 8500 Seguros                             | 8570 Seguros de vida                                       | 8575 Seguros de vida                                                        |
| 8000 Serviços financeiros | 8600 Bens imóveis                        | 8630 Investimentos e serviços imobiliários                 | 8633 Propriedade de desenvolvimento imobiliário                             |
| 8000 Serviços financeiros | 8600 Bens imóveis                        | 8630 Investimentos e serviços imobiliários                 | 8637 Serviços imobiliários                                                  |
| 8000 Serviços financeiros | 8600 Bens imóveis                        | 8670 Fundos de investimento imobiliário                    | 8671 Fundos de investimento imobiliário (REIT) industriais e de escritórios |
| 8000 Serviços financeiros | 8600 Bens imóveis                        | 8670 Fundos de investimento imobiliário                    | 8672 Fundos de investimento imobiliário (REIT) de retalho                   |
| 8000 Serviços financeiros | 8600 Bens imóveis                        | 8670 Fundos de investimento imobiliário                    | 8673 Fundos de investimento imobiliário (REIT) residenciais                 |
| 8000 Serviços financeiros | 8600 Bens imóveis                        | 8670 Fundos de investimento imobiliário                    | 8674 Fundos de investimento imobiliário (REIT) diversificados               |
| 8000 Serviços financeiros | 8600 Bens imóveis                        | 8670 Fundos de investimento imobiliário                    | 8675 Fundos de investimento imobiliário (REIT) especializados               |
| 8000 Serviços financeiros | 8600 Bens imóveis                        | 8670 Fundos de investimento imobiliário                    | 8676 Fundos de investimento imobiliário (REIT) hipotecários                 |
| 8000 Serviços financeiros | 8600 Bens imóveis                        | 8670 Fundos de investimento imobiliário                    | 8677 Fundos de investimento imobiliário (REIT) de hotelaria e alojamento    |
| 8000 Serviços financeiros | 8700 Serviços financeiros                | 8770 Serviços financeiros                                  | 8771 Administradores de activos                                             |
| 8000 Serviços financeiros | 8700 Serviços financeiros                | 8770 Serviços financeiros                                  | 8773 Financiamento de consumo                                               |
| 8000 Serviços financeiros | 8700 Serviços financeiros                | 8770 Serviços financeiros                                  | 8775 Finanças especializadas                                                |
| 8000 Serviços financeiros | 8700 Serviços financeiros                | 8770 Serviços financeiros                                  | 8777 Serviços de investimento                                               |
| 8000 Serviços financeiros | 8700 Serviços financeiros                | 8770 Serviços financeiros                                  | 8779 Finanças hipotecárias                                                  |
| 8000 Serviços financeiros | 8700 Serviços financeiros                | 8980 Instrumentos de investimento de renda variável        | 8985 Instrumentos de investimento de renda variável                         |
| 8000 Serviços financeiros | 8700 Serviços financeiros                | 8990 Instrumentos de investimento de renda fixa            | 8995 Instrumentos de investimento de renda fixa                             |
| 9000 Tecnologia           | 9500 Tecnologia                          | 9530 Software e serviços informáticos                      | 9533 Serviços informáticos                                                  |
| 9000 Tecnologia           | 9500 Tecnologia                          | 9530 Software e serviços informáticos                      | 9535 Internet                                                               |
| 9000 Tecnologia           | 9500 Tecnologia                          | 9530 Software e serviços informáticos                      | 9537 Software                                                               |
| 9000 Tecnologia           | 9500 Tecnologia                          | 9570 Hardware & equipamento de alta tecnologia             | 9572 Hardware                                                               |
| 9000 Tecnologia           | 9500 Tecnologia                          | 9570 Hardware & equipamento de alta tecnologia             | 9574 Equipamento electrónico para escritório                                |
| 9000 Tecnologia           | 9500 Tecnologia                          | 9570 Hardware & equipamento de alta tecnologia             | 9576 Semicondutores                                                         |
| 9000 Tecnologia           | 9500 Tecnologia                          | 9570 Hardware & equipamento de alta tecnologia             | 9578 Equipamento de telecomunicações                                        |